# Monte Schopf
Il Monte Schopf (in lingua inglese: Mount Schopf), è una montagna a forma di altopiano, alta 2.990 m e per lo più coperta di neve, situata appena a est della Buckeye Table nella catena montuosa dell'Ohio Range, che fa parte dei Monti Transantartici, in Antartide. 
La denominazione è stata assegnata dall'Advisory Committee on Antarctic Names (US-ACAN) in onore di James M. Schopf, geologo del "Coal and Geology Laboratory" dell'Ohio State University, partecipante all'United States Geological Survey (USGS). Schopf era stato membro del gruppo di investigazioni nei Monti Horlick nella stagione 1961-62 e aveva fornito una notevole assistenza ai geologi che conducevano indagini sul campo, analizzando il carbone e i campioni di roccia di questa montagna.